# Mihailo Perović
Mihailo Perović (in serbo Михаило Перовић?; Podgorica, 23 gennaio 1997) è un calciatore montenegrino, attaccante del Persebaya Surabaya.

## Carriera
Ha giocato nella prima divisione dei campionati ungherese, serbo, montenegrino, ucraino, sloveno ed indonesiano.

## Palmarès

### Club

#### Competizioni nazionali
- Coppa del Montenegro: 1

Budućnost: 2018-2019
- Coppa di Slovenia: 1

Olimpia Lubiana: 2020-2021